# Alan Baddeley
Alan Baddeley (ur. 23 marca 1934) – brytyjski psycholog, profesor University of York. Jego głównym obszarem zainteresowania jest funkcjonowanie ludzkiej pamięci. W 1974 r. wspólnie z Grahamem Hitchem przedstawił hierarchiczny model funkcjonowania pamięci operacyjnej. Jest członkiem Towarzystwa Królewskiego w Londynie.

## Ważniejsze dzieła
- Human memory (1993)
- Working memory (1986)